# Sames de Armenia

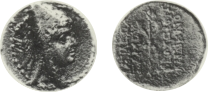
Moneda de Sames (aprox. 260 a. C.), rey armenio

Sames o Samos de Armenia (en armenio Շամուշ ; en griego Σάμος) fue un rey oróntida que siempre detentó el título de rey y no el de sátrapa.

## Origen
La ascendencia de Sames o Samos es desconocida. Aun así, según Cyrille Toumanoff, fue quizás hijo de Orontes III.

## Reinado
Cyrille Toumanoff identifica a Samos o Sames con el rey de Armenia anónimo mencionado por Memnón de Heraclea Póntica que, después de la muerte de Nicomedes , rey de Bitinia, acogió hacia el 250 a. C., a su hijo Cielas de Bitinia, desposeído en beneficio de los hijos de Etazeta, la segunda esposa de su padre. Después de su exilio en Armenia, Cielass volvió para reclamar su herencia al frente de una tropa de gálatas tolistóbogos.
Sames es reputado como el fundador epónimo de la ciudad de Samosata, la futura «Antioquia de Commagene», de la cual la primera mención data del 245 a. C.
Reinaría desde circa 260 a. C., y habría muerto hacia el 243/240 a. C. Su sucesor Arsames de Armenia sería probablemente su hijo.